# Гамбье (острова)

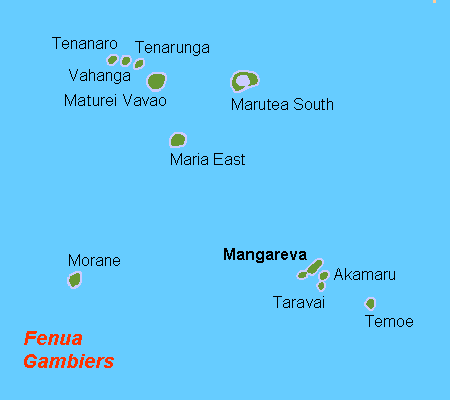
Острова Гамбье и Темоэ.

Острова́ Гамбье́ (фр. Îles Gambier) — группа небольших островов на юго-востоке Французской Полинезии в юго-восточной части архипелага Туамоту. Часто острова Гамбье рассматриваются как отдельная от Туамоту группа островов в связи с культурной и лингвистической близостью с Маркизскими островами, а также геологическим строением (острова в этой группе имеют вулканическое происхождение, в то время как Туамоту — группа атоллов). Атолл Темоэ из-за своей близости часто относят к островам Гамбье.
Площадь — 31 км². Население — 1337 человек (2007).

## География
В состав архипелага Гамбье входят четыре крупных острова и 10 моту, объединённых общей лагуной:
| №              | Остров или риф | Площадь суши, км² | Площадь лагуны, км² | Население, чел. (2002) | Плотность, чел./км² | Координаты                       |
| -------------- | -------------- | ----------------- | ------------------- | ---------------------- | ------------------- | -------------------------------- |
| Острова Актеон |                |                   |                     |                        |                     |                                  |
| 1              | Ваханга        | 3,8               | 12,6                | —                      | —                   | 21°19′ ю. ш. 136°39′ з. д.       |
| 2              | Матуреивавао   | 2,5               | 18                  | —                      | —                   | 21°29′ ю. ш. 136°24′ з. д.       |
| 3              | Тенараро       | 2                 | 1,6                 | —                      | —                   | 21°18′ ю. ш. 136°45′ з. д.       |
| 4              | Тенарунга      | 2,2               | 5                   | —                      | —                   | 21°21′ ю. ш. 136°32′ з. д.       |
| Острова Гамбье |                |                   |                     |                        |                     |                                  |
| 5              | Акамару        | 2,1               | —                   | 11                     | 5,24                | 23°10′52″ ю. ш. 134°54′56″ з. д. |
| 6              | Агакауитаи     | 0,7               | —                   | —                      | —                   | 23°09′55″ ю. ш. 135°02′06″ з. д. |
| 7              | Аукена         | 1,35              | —                   | 31                     | 22,96               | 23°06′42″ ю. ш. 134°54′01″ з. д. |
| 8              | Камака         | 0,5               | —                   | 4                      | 8,00                | 23°14′36″ ю. ш. 134°57′28″ з. д. |
| 9              | Макароа        | 0,2               | —                   | —                      | —                   | 23°13′11″ ю. ш. 134°58′14″ з. д. |
| 10             | Мангарева      | 15,4              | —                   | 872                    | 56,62               | 23°06′ ю. ш. 134°57′ з. д.       |
| 11             | Мануи          | 0,1               | —                   | —                      | —                   | 23°13′55″ ю. ш. 134°56′44″ з. д. |
| 12             | Тараваи        | 5,7               | —                   | 3                      | 0,53                | 23°08′ ю. ш. 135°01′ з. д.       |
| 13             | Темоэ          | 2,1               | 12                  | —                      | —                   | 23°20′ ю. ш. 134°29′ з. д.       |
| 14             | Тотегегие      | 0,1               | —                   | —                      | —                   | 23°05′ ю. ш. 134°53′ з. д.       |
|                | Всего          | 38,75             | 49,2                | 921                    | 23,77               | 23°00′ ю. ш. 136°00′ з. д.       |

Большинство островов архипелага Гамбье имеют вулканическое происхождение и являются частью затонувшего в доисторические времена кратера вулкана. Группа небольших островов имеют коралловое происхождение (например, Тауна). Высшая точка островов Гамбье — гора Дафф (Mt. Duff) на острове Мангарева (441 м).
Климат на островах Гамбье тропический. Самые холодные месяцы в году — июль и август (21 °C).

## История

Флаг островов Гамбье.

Предположительно, первые полинезийцы приплыли на острова Гамбье с Маркизских островов примерно в 1200 году н. э. Первым европейцем, открывшим архипелаг, стал британский капитан Джеймс Уилсон из Лондонского миссионерского общества. Он проплывал мимо островов в 1797 году на корабле «Дафф». Архипелаг же был назван им в честь лорда Адмиралтейства Гамбье, формально патрона экспедиции. С 1834 по 1871 года на островах высаживались католические миссионеры. В начале XX века произошли значительные изменения в инфраструктуре островов Гамбье: были построены дороги, каменные дома, церкви. Французский протекторат распространился на острова в 1844 году.

## Административное деление
В коммуну Гамбье входят: 4 острова Актеон, 10 островов Гамбье и 3 острова Туамоту. Административный центр — небольшой город Рикитеа.
| №               | Остров или риф | Площадь суши, км² | Площадь лагуны, км² | Население, чел. (2002) | Административный центр |
| --------------- | -------------- | ----------------- | ------------------- | ---------------------- | ---------------------- |
| Острова Актеон  |                |                   |                     |                        |                        |
| 1               | Ваханга        | 3,8               | 12,6                | —                      | —                      |
| 2               | Матуреивавао   | 2,5               | 18                  | —                      | —                      |
| 3               | Тенараро       | 2                 | 1,6                 | —                      | —                      |
| 4               | Тенарунга      | 2,2               | 5                   | —                      | —                      |
| Острова Гамбье  |                |                   |                     |                        |                        |
| 5               | Акамару        | 2,1               | —                   | 11                     | Токани                 |
| 6               | Агакауитаи     | 0,7               | —                   | —                      | —                      |
| 7               | Аукена         | 1,35              | —                   | 31                     | Пурирау                |
| 8               | Камака         | 0,5               | —                   | 4                      | —                      |
| 9               | Макароа        | 0,2               | —                   | —                      | —                      |
| 10              | Мангарева      | 15,4              | —                   | 872                    | Рикитеа                |
| 11              | Мануи          | 0,1               | —                   | —                      | —                      |
| 12              | Тараваи        | 5,7               | —                   | 3                      | Агоноко                |
| 13              | Темоэ          | 2,1               | 12                  | —                      | —                      |
| 14              | Тотегегие      | 0,1               | —                   | —                      | —                      |
| Острова Туамоту |                |                   |                     |                        |                        |
| 15              | Моране         | 2                 | 11                  | —                      | —                      |
| 16              | Марутеа южный  | 14                | 112                 | 178                    | —                      |
| 17              | Мария (остров) | 3                 | 7                   | —                      | —                      |
|                 | Коммуна Гамбье | 57,75             | 179,2               | 1099                   | Рикитеа                |